# Elecciones municipales de Lima de 2002
Las elecciones municipales de Lima de 2002 se llevaron a cabo el 17 de noviembre de 2002 para elegir al Alcalde Metropolitano y al Concejo Metropolitano de Lima para el periodo 2003-2006. La elección se celebró simultáneamente con elecciones regionales y municipales (provinciales y distritales) en todo el país.
Luis Castañeda Lossio obtuvo el primer lugar, venciendo al entonces alcalde de Lima Metropolitana Alberto Andrade Carmona.

## Sistema electoral
La Municipalidad Metropolitana de Lima es el órgano administrativo y de gobierno de la provincia de Lima. Está compuesta por el Alcalde Metropolitano, el Concejo Provincial y la Asamblea Metropolitana. Es la única municipalidad no adscrita a algún gobierno regional, ya que la provincia de Lima posee un régimen especial en su condición de capital de la República.
La votación del alcalde y el concejo se realiza con base en el sufragio universal, que comprende a todos los ciudadanos nacionales mayores de dieciocho años, empadronados y residentes en la provincia de Lima y en pleno goce de sus derechos políticos, así como a los ciudadanos no nacionales residentes y empadronados en la provincia de Lima.
El Concejo Metropolitano de Lima está compuesto por 39 regidores elegidos por sufragio directo para un período de cuatro (4) años, en forma conjunta con la elección del Alcalde Metropolitano (quien lo preside). La votación es por lista cerrada y bloqueada. Se asigna a la lista ganadora los escaños según el método d'Hondt o la mitad más uno, lo que más le favorezca.

## Composición del Concejo Metropolitano de Lima
La siguiente tabla muestra la composición del Concejo Metropolitano de Lima antes de las elecciones.
| Partidos | Partidos                | Regidores |
| -------- | ----------------------- | --------- |
|          | Somos Perú              | 24        |
|          | Vamos Vecino            | 13        |
|          | Partido Aprista Peruano | 1         |
|          | Acción Popular          | 1         |

## Partidos y candidatos
A continuación se muestra una lista de los principales partidos y alianzas electorales que participaron en las elecciones:
| Candidatura | Candidatura | Partidos y alianzas | Candidatos | Candidatos                  | Ideología                                               | Resultado previo | Resultado previo | Ref. |
| Candidatura | Candidatura | Partidos y alianzas | Candidatos | Candidatos                  | Ideología                                               | Votos (%)        | Reg.             | Ref. |
| ----------- | ----------- | --- | ---------- | --------------------------- | ------------------------------------------------------- | ---------------- | ---------------- | ---- |
|             | SP          | Lista - Somos Perú (SP) |            | Alberto Andrade Carmona     | Democracia cristiana Conservadurismo social             | 58.75%           | 24               |      |
|             | VV          | Lista - Vamos Vecino (VV) – Movimiento Independiente Vamos Vecino (VV) – Con Fuerza Perú (CFP)                                              |            | Diego Uceda Guerra-García   | Fujimorismo Populismo de derecha                        | 32.66%           | 13               |      |
|             | UN          | Lista - Unidad Nacional (UN) – Partido Popular Cristiano (PPC) – Solidaridad Nacional (SN) – Renovación Nacional (RN) – Cambio Radical (CR) |            | Luis Castañeda Lossio       | Democracia cristiana Conservadurismo Neoliberalismo     | Nuevo            | Nuevo            |      |
|             | UPP         | Lista - Agrupación Independiente Unión por el Perú - Frente Amplio (UPP)                                                                    |            | Alejandro Santa María Silva | Liberalismo Progresismo Socialdemocracia                | Nuevo            | Nuevo            |      |
|             | PP          | Lista - Perú Posible (PP) |            | Michel Azcueta Gorostiza    | Socioliberalismo Democracia liberal Tercera vía         | Nuevo            | Nuevo            |      |
|             | MNI         | Lista - Movimiento Nueva Izquierda (MNI) |            | Rolando Breña Pantoja       | Socialismo democrático Marxismo-leninismo Mariateguismo | Nuevo            | Nuevo            |      |
|             | RA          | Lista - Renacimiento Andino (RA) |            | Luis Achahui Loaiza         | Indigenismo Plurinacionalismo Socialdemocracia          | Nuevo            | Nuevo            |      |
|             | RD          | Lista - Reconstrucción Democrática (RD) |            | Felipe Medina Girón         | Humanismo                                               | Nuevo            | Nuevo            |      |
|             | IND         | Lista - Lista Independiente N° 1 Movimiento Independiente Diálogo Vecinal                                                                   |            | Jaime Salinas López-Torres  | Localismo limeño                                        | Nuevo            | Nuevo            |      |

## Campaña

### Debates electorales
| Detalles               | Detalles                 | Detalles                      | Detalles                  | Detalles         | Participantes P Presente A Ausente NI No invitado | Participantes P Presente A Ausente NI No invitado | Participantes P Presente A Ausente NI No invitado | Participantes P Presente A Ausente NI No invitado | Participantes P Presente A Ausente NI No invitado | Participantes P Presente A Ausente NI No invitado | Participantes P Presente A Ausente NI No invitado | Participantes P Presente A Ausente NI No invitado |
| Fecha                  | Organizador              | Sede                          | Lugar                     | Moderador/a      | Alberto Andrade                                   | Luis Castañeda                                    | Jaime Salinas                                     | Michel Azcueta                                    | Rolando Breña                                     | Diego Uceda                                       | Alejandro Santa María                             | Alfonso Medina                                    |
| ---------------------- | ------------------------ | ----------------------------- | ------------------------- | ---------------- | ------------------------------------------------- | ------------------------------------------------- | ------------------------------------------------- | ------------------------------------------------- | ------------------------------------------------- | ------------------------------------------------- | ------------------------------------------------- | ------------------------------------------------- |
| 7 de noviembre de 2002 | Universidad del Pacífico | Universidad del Pacífico      | Jesús María, Lima         | Juan Julio Wicht | P                                                 | P                                                 | P                                                 | P                                                 | P                                                 | P                                                 | P                                                 | P                                                 |
| 9 de noviembre de 2002 | Unidad Nacional          | Anfiteatro del AA.HH. Manchay | Manchay, Pachacamac, Lima | Laura Puertas    | P                                                 | P                                                 | NI                                                | NI                                                | NI                                                | NI                                                | NI                                                | NI                                                |

## Sondeos de opinión
Las siguientes tablas enumeran las estimaciones de la intención de voto en orden cronológico inverso, mostrando las más recientes primero y utilizando las fechas en las que se realizó el trabajo de campo de la encuesta. Cuando se desconocen las fechas del trabajo de campo, se proporciona la fecha de publicación.
Leyenda:
     Sondeo realizado en el periodo de prohibición legal de la difusión de sondeos de intención de voto.

### Intención de voto
La siguiente tabla enumera las estimaciones ponderadas (sin incluir votos en blanco y nulos) de la intención de voto.
|                                 |                |      |      |      |      |     |     |      |  |  |  |
| Elecciones municipales de 2002  | 17 nov 2002    | —    | 39.9 | 29.9 | 15.4 | 7.2 | 1.9 | 10.0 |  |  |  |
|                                 |                |      |      |      |      |     |     |      |  |  |  |
| Apoyo Opinión y Mercado/América | 17 nov 2002    | ?    | 40.2 | 29.7 | 15.1 | 7.1 | –   | 10.5 |  |  |  |
| Apoyo Opinión y Mercado/América | 17 nov 2002    | ?    | 41.2 | 30.3 | 16.1 | 5.8 | –   | 10.9 |  |  |  |
| CPI                             | 17 nov 2002    | ?    | 41.8 | 32.2 | –    | –   | –   | 9.6  |  |  |  |
| Apoyo Opinión y Mercado         | 16 nov 2002    | ?    | 40.0 | 30.7 | 15.6 | 6.4 | –   | 9.3  |  |  |  |
| CPI                             | 13 nov 2002    | 800  | 44.2 | 37.8 | 10.5 | 3.5 | 1.8 | 6.4  |  |  |  |
| Apoyo Opinión y Mercado         | 9 nov 2002     | ?    | 44.5 | 34.4 | 5.8  | 5.7 | –   | 10.1 |  |  |  |
| CPI                             | 8 nov 2002     | 1150 | 47.6 | 37.5 | 5.9  | 5.4 | 2.5 | 8.9  |  |  |  |
| CPI                             | 3–4 nov 2002   | 500  | 41.5 | 46.5 | 1.8  | 7.9 | –   | 5.0  |  |  |  |
| Apoyo Opinión y Mercado         | Nov 2002       | ?    | 51.7 | 34.8 | –    | –   | –   | 16.9 |  |  |  |
| CPI                             | 28–29 oct 2002 | 500  | 40.6 | 48.9 | 1.1  | 8.0 | –   | 8.3  |  |  |  |
| CPI                             | 19–20 oct 2002 | 400  | 33.0 | 55.8 | 3.4  | 6.6 | –   | 22.8 |  |  |  |
| Apoyo Opinión y Mercado         | 19 oct 2002    | ?    | 32.5 | 50.2 | 4.7  | 7.0 | –   | 17.7 |  |  |  |
| Apoyo Opinión y Mercado         | Oct 2002       | ?    | 33.0 | 50.0 | –    | –   | –   | 17.0 |  |  |  |
| CPI                             | 12–14 sep 2002 | 364  | 35.4 | 57.0 | 0.4  | 6.6 | –   | 21.6 |  |  |  |
| Apoyo Opinión y Mercado         | Sep 2002       | ?    | 31.4 | 57.0 | –    | –   | –   | 25.6 |  |  |  |
| CPI                             | 15–16 ago 2002 | 365  | 31.8 | 54.7 | 3.7  | –   | –   | 22.9 |  |  |  |
| Apoyo Opinión y Mercado         | Ago 2002       | ?    | 28.9 | 54.2 | –    | –   | –   | 25.3 |  |  |  |
| Apoyo Opinión y Mercado         | Jul 2002       | ?    | 23.1 | 45.1 | –    | –   | –   | 22.0 |  |  |  |
| Apoyo Opinión y Mercado         | Jun 2002       | ?    | 28.7 | 41.4 | –    | –   | –   | 12.7 |  |  |  |
| Apoyo Opinión y Mercado         | May 2002       | ?    | 21.4 | 48.8 | –    | –   | –   | 27.4 |  |  |  |
| Apoyo Opinión y Mercado         | 15–16 feb 2002 | ?    | 19.0 | 45.2 | –    | 9.5 | –   | 26.2 |  |  |  |
| Apoyo Opinión y Mercado         | Ene 2002       | ?    | 18.5 | 42.0 | –    | 8.6 | –   | 23.5 |  |  |  |

### Preferencias de voto
La siguiente tabla enumera las preferencias de voto en bruto (incluyendo blancos, viciados y sin respuesta) y no ponderadas.
|                                |                |      |      |      |      |     |     |      |     |      |  |  |  |
| Elecciones municipales de 2002 | 17 nov 2002    | —    | 34.9 | 26.1 | 13.5 | 6.3 | 1.6 | 12.6 | –   | 8.8  |  |  |  |
|                                |                |      |      |      |      |     |     |      |     |      |  |  |  |
| CPI                            | 13 nov 2002    | 800  | 41.0 | 35.0 | 9.7  | 3.2 | 1.7 | 5.9  | 1.4 | 6.0  |  |  |  |
| CPI                            | 8 nov 2002     | 1150 | 42.1 | 33.2 | 5.2  | 4.8 | 2.2 | 6.0  | 5.5 | 8.9  |  |  |  |
| IECOS/UNI                      | 8 nov 2002     | ?    | 48.3 | 32.0 | –    | –   | –   | –    | –   | 16.3 |  |  |  |
| CPI                            | 3–4 nov 2002   | 500  | 34.7 | 38.9 | 1.5  | 6.6 | –   | 8.9  | 7.5 | 4.2  |  |  |  |
| IECOS/UNI                      | 2 nov 2002     | ?    | 43.6 | 34.6 | –    | –   | –   | –    | –   | 9.0  |  |  |  |
| Apoyo Opinión y Mercado        | Nov 2002       | ?    | 46   | 31   | –    | –   | –   | 11   | 11  | 15   |  |  |  |
| Universidad de Lima            | Nov 2002       | ?    | 32.9 | 40.2 | –    | –   | –   | –    | –   | 7.3  |  |  |  |
| CPI                            | 28–29 oct 2002 | 500  | 33.7 | 40.6 | 0.9  | 6.6 | –   | 7.9  | 9.1 | 6.9  |  |  |  |
| IECOS/UNI                      | 20 oct 2002    | ?    | 31.0 | 43.3 | –    | –   | –   | –    | –   | 12.3 |  |  |  |
| CPI                            | 19–20 oct 2002 | 400  | 27.5 | 46.5 | 2.8  | 5.5 | –   | 9.1  | 7.5 | 19.0 |  |  |  |
| Apoyo Opinión y Mercado        | Oct 2002       | ?    | 29   | 44   | –    | –   | –   | 12   | 12  | 15   |  |  |  |
| Universidad de Lima            | Oct 2002       | ?    | 27.6 | 43.6 | –    | –   | –   | –    | –   | 16.0 |  |  |  |
| IECOS/UNI                      | 30 sep 2002    | ?    | 23.5 | 42.4 | –    | –   | –   | –    | –   | 18.9 |  |  |  |
| CPI                            | 12–14 sep 2002 | 364  | 30.1 | 48.5 | 0.3  | 5.6 | –   | 9.6  | 5.3 | 18.4 |  |  |  |
| Apoyo Opinión y Mercado        | Sep 2002       | ?    | 27   | 49   | –    | –   | –   | 14   | 14  | 15   |  |  |  |
| Universidad de Lima            | Sep 2002       | ?    | 28.8 | 49.7 | –    | –   | –   | –    | –   | 20.9 |  |  |  |
| CPI                            | 15–16 ago 2002 | 365  | 26.0 | 44.7 | 3.0  | –   | –   | 8.5  | 9.8 | 18.7 |  |  |  |
| Apoyo Opinión y Mercado        | Ago 2002       | ?    | 24   | 45   | –    | –   | –   | 17   | 17  | 21   |  |  |  |
| Universidad de Lima            | Ago 2002       | ?    | 25.7 | 46.8 | –    | –   | –   | –    | –   | 21.1 |  |  |  |
| Apoyo Opinión y Mercado        | Jul 2002       | ?    | 21   | 41   | –    | –   | –   | 9    | 9   | 20   |  |  |  |
| Universidad de Lima            | Jul 2002       | ?    | 25.7 | 42.2 | –    | –   | –   | –    | –   | 16.5 |  |  |  |
| Apoyo Opinión y Mercado        | Jun 2002       | ?    | 25   | 36   | –    | –   | –   | 13   | 13  | 9    |  |  |  |
| Universidad de Lima            | Jun 2002       | ?    | 21.8 | 41.9 | –    | –   | –   | –    | –   | 20.1 |  |  |  |
| Apoyo Opinión y Mercado        | May 2002       | ?    | 18   | 41   | –    | –   | –   | 16   | 16  | 23   |  |  |  |
| Universidad de Lima            | May 2002       | ?    | 18.8 | 43.0 | –    | –   | –   | –    | –   | 24.2 |  |  |  |
| Universidad de Lima            | Abr 2002       | ?    | 16.6 | 44.9 | –    | –   | –   | –    | –   | 28.3 |  |  |  |
| Universidad de Lima            | Mar 2002       | ?    | 11.6 | 50.4 | –    | –   | –   | –    | –   | 38.8 |  |  |  |
| Apoyo Opinión y Mercado        | 15–16 feb 2002 | ?    | 16   | 38   | –    | 8   | –   | 11   | 5   | 22   |  |  |  |
| Universidad de Lima            | Feb 2002       | ?    | 11.2 | 39.8 | –    | –   | –   | –    | –   | 28.6 |  |  |  |
| Apoyo Opinión y Mercado        | Ene 2002       | ?    | 15   | 34   | –    | 7   | –   | 10   | 9   | 19   |  |  |  |

## Resultados

### Sumario general

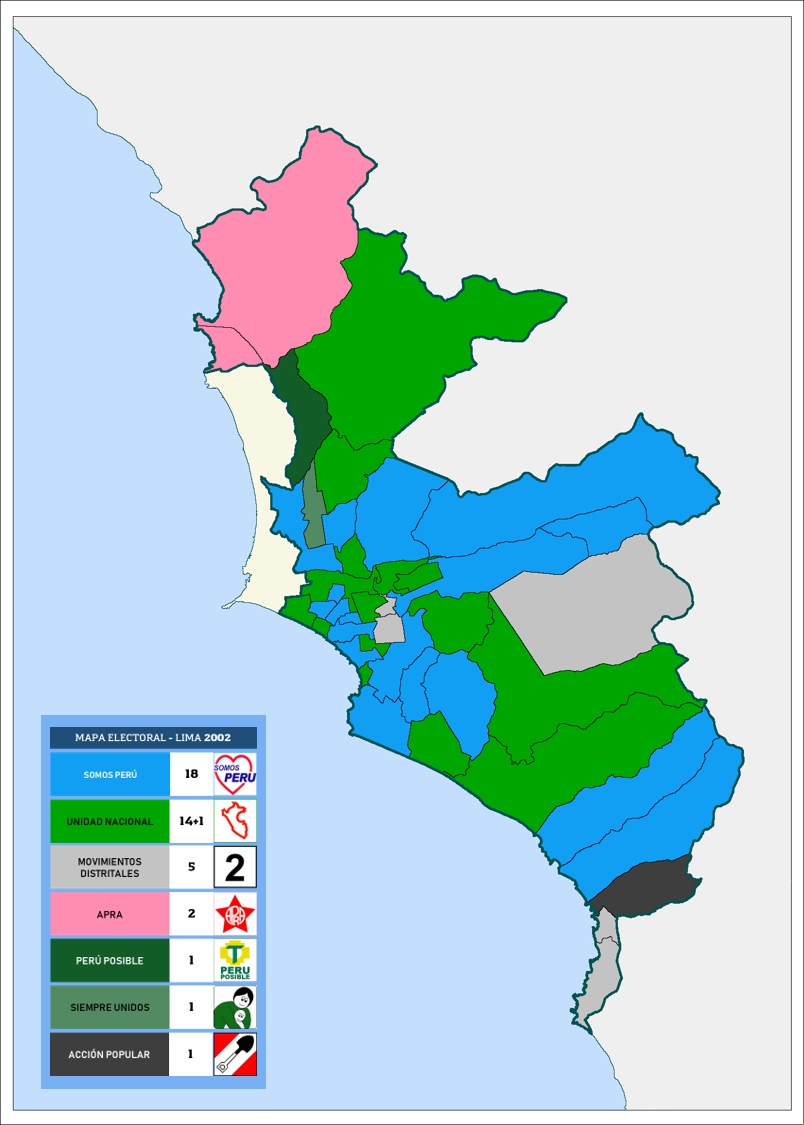
Elecciones municipales distritales de Lima de 2002.

|                        |                                                                   |              |              |              |           |           |  |  |
| Partidos y coaliciones | Partidos y coaliciones                                            | Voto popular | Voto popular | Voto popular | Regidores | Regidores |  |  |
| Partidos y coaliciones | Partidos y coaliciones                                            | Votos        | %            | ±pp          | Total     | +/−       |  |  |
|                        | Unidad Nacional (PPC–SN–RN–CR)                                    | 1,421,809    | 39.89        | Nuevo        | 21        | +21       |  |  |
|                        | Somos Perú (SP)                                                   | 1,064,632    | 29.87        | –28.88       | 11        | –13       |  |  |
|                        | Lista Independiente N° 1 Movimiento Independiente Diálogo Vecinal | 550,401      | 15.44        | n/a          | 5         | +5        |  |  |
|                        | Perú Posible (PP)                                                 | 255,914      | 7.18         | Nuevo        | 2         | +2        |  |  |
|                        | Movimiento Nueva Izquierda (MNI)                                  | 66,020       | 1.85         | Nuevo        | 0         | ±0        |  |  |
|                        | Vamos Vecino (VV)                                                 | 63,006       | 1.76         | –30.90       | 0         | –13       |  |  |
|                        | Agrupación Independiente Unión por el Perú - Frente Amplio (UPP)  | 54,193       | 1.52         | Nuevo        | 0         | ±0        |  |  |
|                        | Reconstrucción Democrática (RD)                                   | 48,081       | 1.34         | Nuevo        | 0         | ±0        |  |  |
|                        | Renacimiento Andino (RA)                                          | 39,475       | 1.10         | Nuevo        | 0         | ±0        |  |  |
|                        |                                                                   |              |              |              |           |           |  |  |
| Total                  | Total                                                             | 3,563,531    |              |              | 39        | ±0        |  |  |
|                        |                                                                   |              |              |              |           |           |  |  |
| Votos válidos          | Votos válidos                                                     | 3,563,531    | 87.41        | –2.17        |           |           |  |  |
| Votos en blanco        | Votos en blanco                                                   | 273,164      | 6.70         | –0.26        |           |           |  |  |
| Votos nulos            | Votos nulos                                                       | 240,067      | 5.89         | +2.43        |           |           |  |  |
| Votos emitidos         | Votos emitidos                                                    | 4,076,762    | 85.51        | +2.84        |           |           |  |  |
| Abstenciones           | Abstenciones                                                      | 690,842      | 14.49        | –2.84        |           |           |  |  |
| Votantes registrados   | Votantes registrados                                              | 4,767,604    |              |              |           |           |  |  |
|                        |                                                                   |              |              |              |           |           |  |  |
| Fuente:                |                                                                   |              |              |              |           |           |  |  |

### Concejo Metropolitano de Lima
| Cargo                          | Autoridad electa                  | Partido político | Partido político                         |
| ------------------------------ | --------------------------------- | ---------------- | ---------------------------------------- |
| Alcalde Metropolitano de Lima  | Luis Castañeda Lossio             |                  | Unidad Nacional                          |
| Regidor Metropolitano de Lima  | Marco Parra Sánchez               |                  | Unidad Nacional                          |
| Regidor Metropolitano de Lima  | Manuel Castagnola Pinillos        |                  | Unidad Nacional                          |
| Regidor Metropolitano de Lima  | Walter Menchola Vásquez           |                  | Unidad Nacional                          |
| Regidor Metropolitano de Lima  | Raúl Pereira Ríos                 |                  | Unidad Nacional                          |
| Regidor Metropolitano de Lima  | Wilder Ruiz Silva                 |                  | Unidad Nacional                          |
| Regidor Metropolitano de Lima  | Jorge Valdez Oyola                |                  | Unidad Nacional                          |
| Regidora Metropolitana de Lima | Fanny Aquino Aquino               |                  | Unidad Nacional                          |
| Regidora Metropolitana de Lima | Blanca Cafferata Urdanivia        |                  | Unidad Nacional                          |
| Regidor Metropolitano de Lima  | Gonzalo Aguirre Arriz             |                  | Unidad Nacional                          |
| Regidor Metropolitano de Lima  | Armando García Campos             |                  | Unidad Nacional                          |
| Regidor Metropolitano de Lima  | Luis Galarreta Velarde            |                  | Unidad Nacional                          |
| Regidor Metropolitano de Lima  | Virgilio Acuña Peralta            |                  | Unidad Nacional                          |
| Regidora Metropolitana de Lima | Norma Yarrow Lumbreras            |                  | Unidad Nacional                          |
| Regidor Metropolitano de Lima  | Efraín Aguilar Pardavé            |                  | Unidad Nacional                          |
| Regidora Metropolitana de Lima | Jeenny Samanéz Gonzales           |                  | Unidad Nacional                          |
| Regidor Metropolitano de Lima  | Roberto Gordillo Faura            |                  | Unidad Nacional                          |
| Regidora Metropolitana de Lima | Dora Solis Mendoza                |                  | Unidad Nacional                          |
| Regidor Metropolitano de Lima  | Juan Carlos Zurek Pardo-Figueroa  |                  | Unidad Nacional                          |
| Regidora Metropolitana de Lima | Daniela Velazco Revoredo          |                  | Unidad Nacional                          |
| Regidora Metropolitana de Lima | Fabiola Pasapera Trujillo         |                  | Unidad Nacional                          |
| Regidora Metropolitana de Lima | Marcia Montero Lara               |                  | Unidad Nacional                          |
| Regidor Metropolitano de Lima  | Germán Aparicio Lembcke           |                  | Somos Perú                               |
| Regidora Metropolitana de Lima | María Velásquez Escalante         |                  | Somos Perú                               |
| Regidor Metropolitano de Lima  | Augusto Ortíz de Zevallos Madueño |                  | Somos Perú                               |
| Regidor Metropolitano de Lima  | Lincoln Okuma Maruy               |                  | Somos Perú                               |
| Regidor Metropolitano de Lima  | Ricardo Palma Michelsen           |                  | Somos Perú                               |
| Regidora Metropolitana de Lima | Roxana Rocha Gallegos             |                  | Somos Perú                               |
| Regidor Metropolitano de Lima  | Raúl Dueñas Rospigliosi           |                  | Somos Perú                               |
| Regidora Metropolitana de Lima | María Gayoso Vargas               |                  | Somos Perú                               |
| Regidor Metropolitano de Lima  | Guillermo Valdivieso Mendez       |                  | Somos Perú                               |
| Regidor Metropolitano de Lima  | Carlos Villacorta Diaz            |                  | Somos Perú                               |
| Regidora Metropolitana de Lima | Eugenia Mendez Alfonso de León    |                  | Somos Perú                               |
| Regidor Metropolitano de Lima  | Víctor Guerrero Bazán             |                  | Lista Independiente N° 1 Diálogo Vecinal |
| Regidor Metropolitano de Lima  | Freddy Davelouis Tassara          |                  | Lista Independiente N° 1 Diálogo Vecinal |
| Regidor Metropolitano de Lima  | Carlos Vigil Meseth               |                  | Lista Independiente N° 1 Diálogo Vecinal |
| Regidora Metropolitana de Lima | Ahura Salazar de Trujillo         |                  | Lista Independiente N° 1 Diálogo Vecinal |
| Regidora Metropolitana de Lima | Sonia Soria Vásquez de Uchuypoma  |                  | Lista Independiente N° 1 Diálogo Vecinal |
| Regidora Metropolitana de Lima | Nidia Puelles Becerra             |                  | Perú Posible                             |
| Regidor Metropolitano de Lima  | Hugo Garavito Amezaga             |                  | Perú Posible                             |

## Elecciones municipales distritales

### Sumario general
|                      | Somos Perú (SP)                                                   |  |  |       | 17 | –5  |  |  |
|                      | Unidad Nacional (PPC–SN–RN–CR)                                    |  |  | Nuevo | 15 | +15 |  |  |
|                      | Partido Aprista Peruano (APRA)                                    |  |  |       | 2  | +2  |  |  |
|                      | Perú Posible (PP)                                                 |  |  | Nuevo | 1  | +1  |  |  |
|                      | Acción Popular (AP)                                               |  |  |       | 1  | ±0  |  |  |
|                      | Siempre Unidos (SU)                                               |  |  | Nuevo | 1  | +1  |  |  |
|                      | Lista Independiente N° 1 Movimiento Independiente Diálogo Vecinal |  |  | n/a   | 0  | ±0  |  |  |
|                      | Agrupación Independiente Unión por el Perú - Frente Amplio (UPP)  |  |  |       | 0  | ±0  |  |  |
|                      | Fuerza Democrática (FD)                                           |  |  | Nuevo | 0  | ±0  |  |  |
|                      | Movimiento Nueva Izquierda (MNI)                                  |  |  | Nuevo | 0  | ±0  |  |  |
|                      | Reconstrucción Democrática (RD)                                   |  |  | Nuevo | 0  | ±0  |  |  |
|                      | Renacimiento Andino (RA)                                          |  |  | Nuevo | 0  | ±0  |  |  |
|                      | Alianza para el Progreso (APP)                                    |  |  | Nuevo | 0  | ±0  |  |  |
|                      | Primero Perú (P)                                                  |  |  | Nuevo | 0  | ±0  |  |  |
|                      | Frente Independiente Moralizador (FIM)                            |  |  | Nuevo | 0  | ±0  |  |  |
|                      | Vamos Vecino (VV)                                                 |  |  |       | 0  | –16 |  |  |
|                      | Movimiento Amplio País Unido (MAPU)                               |  |  | Nuevo | 0  | ±0  |  |  |
|                      | Frente Popular Agrícola del Perú (Frepap)                         |  |  | Nuevo | 0  | ±0  |  |  |
|                      | Listas independientes distritales                                 |  |  | n/a   | 5  | +3  |  |  |
|                      |                                                                   |  |  |       |    |     |  |  |
| Total                | Total                                                             |  |  |       | 42 | ±0  |  |  |
|                      |                                                                   |  |  |       |    |     |  |  |
| Votos válidos        |                                                                   |  |  |       |    |     |  |  |
| Votos en blanco      |                                                                   |  |  |       |    |     |  |  |
| Votos nulos          |                                                                   |  |  |       |    |     |  |  |
| Votos emitidos       |                                                                   |  |  |       |    |     |  |  |
| Abstenciones         |                                                                   |  |  |       |    |     |  |  |
| Votantes registrados |                                                                   |  |  |       |    |     |  |  |
|                      |                                                                   |  |  |       |    |     |  |  |
| Fuente:              |                                                                   |  |  |       |    |     |  |  |

### Resultados por distrito
La siguiente tabla enumera el control de los distritos de la provincia de Lima. El cambio de mando de una organización política se resalta del color de ese partido.
| Distritos               | Alcalde(sa) titular         | Partido político | Partido político               | Alcalde(sa) electo(a)       | Partido político | Partido político             |
| ----------------------- | --------------------------- | ---------------- | ------------------------------ | --------------------------- | ---------------- | ---------------------------- |
| Ancón                   | Miguel Ortecho Romero       |                  | Vamos Vecino                   | Jaime Pajuelo Torres        |                  | Partido Aprista Peruano      |
| Ate                     | Óscar Benavides Majino      |                  | Somos Perú                     | Óscar Benavides Majino      |                  | Somos Perú                   |
| Barranco                | Josefina Estrada Mesinas    |                  | Somos Perú                     | Martín del Pomar Saettone   |                  | Unidad Nacional              |
| Breña                   | Carlos Sandoval Blancas     |                  | Somos Perú                     | Carlos Sandoval Blancas     |                  | Somos Perú                   |
| Carabayllo              | Ricardo Bisetti Pinedo      |                  | Vamos Vecino                   | Miguel Ríos Zarzosa         |                  | Unidad Nacional              |
| Chaclacayo              | Delia Vergara Pérez         |                  | Vamos Vecino                   | Víctor Gonzales Andrade     |                  | Somos Perú                   |
| Chorrillos              | Augusto Miyashiro Yamashiro |                  | Vamos Vecino                   | Augusto Miyashiro Yamashiro |                  | Somos Perú                   |
| Cieneguilla             | Amílcar Carrillo Velarde    |                  | Vamos Vecino                   | Manuel Schwartz Rozenberg   |                  | Frente Cieneguillano         |
| Comas                   | Arnulfo Medina Cruces       |                  | Somos Perú                     | Miguel Saldaña Reátegui     |                  | Unidad Nacional              |
| El Agustino             | Francisco Antiporta Laymito |                  | Vamos Vecino                   | Víctor Salcedo Ríos         |                  | Unidad Nacional              |
| Independencia           | Guillermo Chacaltana Yeren  |                  | Vamos Vecino                   | Víctor Vilela Seminario     |                  | Somos Perú                   |
| Jesús María             | Francisca Izquierdo Negrón  |                  | Somos Perú                     | Carlos Bringas Claeyssen    |                  | Somos Perú                   |
| La Molina               | Paul Figueroa Lequien       |                  | Somos Perú                     | Luis Dibós Vargas-Prada     |                  | Unidad Nacional              |
| La Victoria             | Jorge Bonifaz Carmona       |                  | Somos Perú                     | Alejandro Bazán Gonzales    |                  | Unidad Nacional              |
| Lince                   | Waldo Olivos Villarreal     |                  | Somos Perú                     | César González Arribasplata |                  | Somos Perú                   |
| Los Olivos              | Felipe Castillo Alfaro      |                  | Vamos Vecino                   | Felipe Castillo Alfaro      |                  | Siempre Unidos               |
| Lurigancho              | Luis Bueno Quino            |                  | Acción Popular                 | Luis Bueno Quino            |                  | Somos Perú                   |
| Lurín                   | Oswaldo Weberhofer Vildoso  |                  | Vamos Vecino                   | José Ayllón Mini            |                  | Unidad Nacional              |
| Magdalena del Mar       | Juan Núñez Stolar           |                  | Somos Perú                     | Francis Allison Oyague      |                  | Unidad Nacional              |
| Miraflores              | Germán Krüger Espantoso     |                  | Lucho en Miraflores            | Fernando Andrade Carmona    |                  | Somos Perú                   |
| Pachacámac              | Carlos Ardiles Sal y Rosas  |                  | Somos Perú                     | Carola Clemente Hermoza     |                  | Unidad Nacional              |
| Pucusana                | Pedro Florián Huari         |                  | Somos Perú                     | Néstor Chumpitaz Huapaya    |                  | Pucusana Fuerza y Desarrollo |
| Pueblo Libre            | Ángel Tacchino del Pino     |                  | Somos Perú                     | Ángel Tacchino del Pino     |                  | Somos Perú                   |
| Puente Piedra           | Milton Jiménez Salazar      |                  | Vamos Vecino                   | Rennán Espinoza Rosales     |                  | Perú Posible                 |
| Punta Hermosa           | Geraldo Castro García       |                  | Comité Independiente de Unidad | Gloria Lizano Hernández     |                  | Somos Perú                   |
| Punta Negra             | Marcial Buitrón Huapaya     |                  | Movimiento de Integración      | Patricia Li Sotelo          |                  | Somos Perú                   |
| Rímac                   | Gloria Jaramillo Aguilar    |                  | Somos Perú                     | Luis Lobatón Donayre        |                  | Unidad Nacional              |
| San Bartolo             | Wilder Parinango Sánchez    |                  | Somos Perú                     | Jorge Barthelmess Camino    |                  | Acción Popular               |
| San Borja               | Jorge Lermo Rengifo         |                  | Somos Perú                     | Alberto Tejada Noriega      |                  | Valores Perú                 |
| San Isidro              | Gastón Barúa Lecaros        |                  | Somos Perú                     | Jorge Salmón Jordán         |                  | Somos Perú                   |
| San Juan de Lurigancho  | Ricardo Chiroque Paico      |                  | Vamos Vecino                   | Mauricio Rabanal Torres     |                  | Somos Perú                   |
| San Juan de Miraflores  | Adolfo Ocampo Vargas        |                  | Vamos Vecino                   | Paulo Hinostroza Guzmán     |                  | Somos Perú                   |
| San Luis                | Víctor Alegría Gonzáles     |                  | Somos Perú                     | Fernando Durand Mejía       |                  | San Luis Renace              |
| San Martín de Porres    | Gladys Ugaz Vera            |                  | Somos Perú                     | Lucio Campos Huayta         |                  | Unidad Nacional              |
| San Miguel              | Marina Sequeiros Montesinos |                  | Somos Perú                     | Salvador Heresi Chicoma     |                  | Unidad Nacional              |
| Santa Anita             | Osiris Feliciano Muñoz      |                  | Vamos Vecino                   | Tadeo Guardia Huamaní       |                  | Unidad Nacional              |
| Santa María del Mar     | Ramón Fernández Montagne    |                  | Vamos Vecino                   | Ángel Abugattás Nazal       |                  | Por Santa María              |
| Santa Rosa              | Luis García Villacorta      |                  | Vamos Vecino                   | Luis García Villacorta      |                  | Partido Aprista Peruano      |
| Santiago de Surco       | Carlos Dargent Chamot       |                  | Somos Perú                     | Carlos Dargent Chamot       |                  | Somos Perú                   |
| Surquillo               | Gustavo Sierra Ortiz        |                  | Vamos Vecino                   | Gustavo Sierra Ortiz        |                  | Unidad Nacional              |
| Villa El Salvador       | Martín Pumar Vílchez        |                  | Somos Perú                     | Jaime Zea Usca              |                  | Unidad Nacional              |
| Villa María del Triunfo | Washington Ipenza Pacheco   |                  | Somos Perú                     | Washington Ipenza Pacheco   |                  | Somos Perú                   |